# Christian Ernst Mussigk

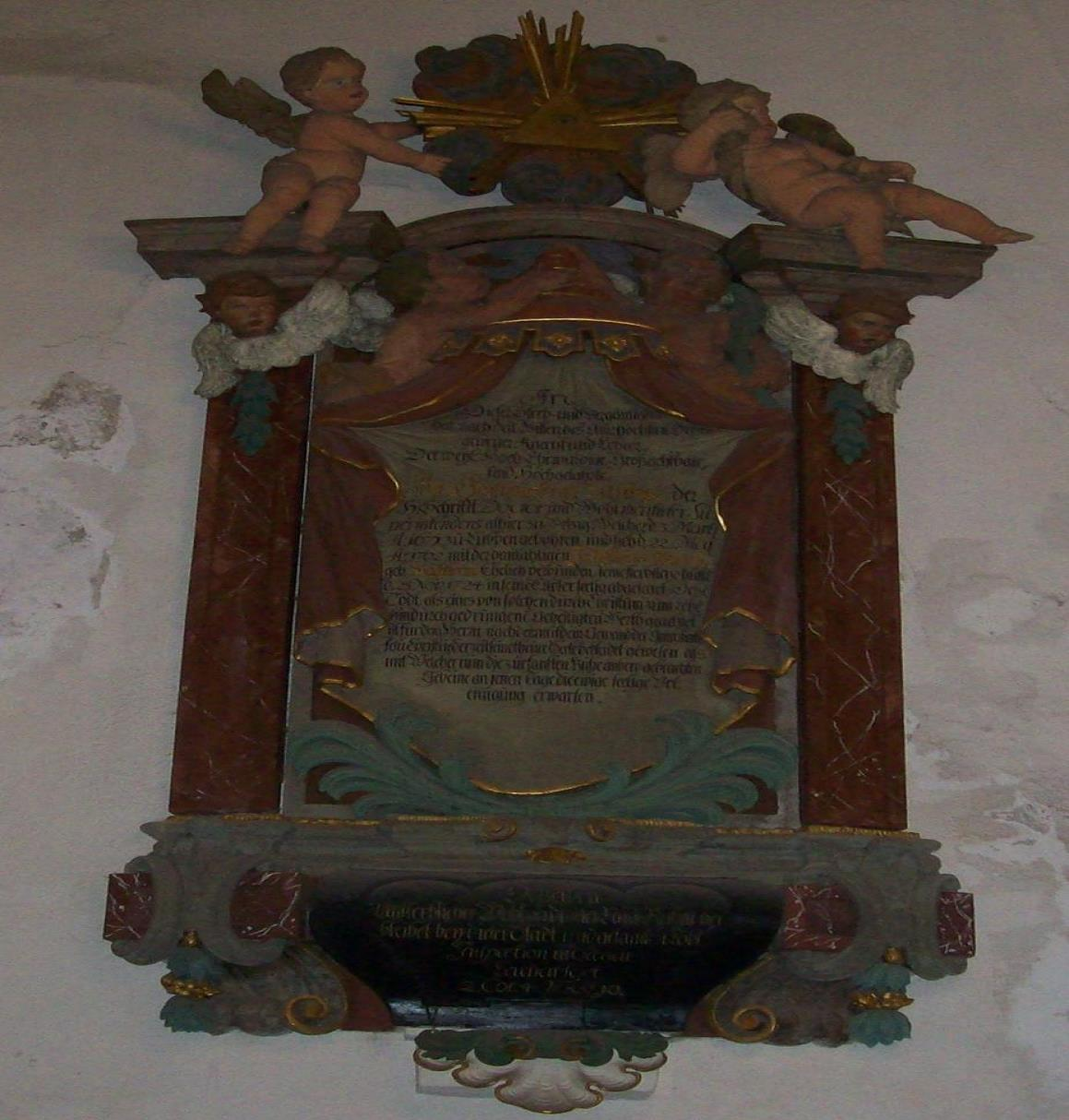
Epitaph Christian Ernst Mussig in der Marienkirche in Belzig

Christian Ernst Mussigk (* 3. März 1671 in Lübben; † 25. November 1724 in Belzig) war ein brandenburgischer evangelisch-lutherischer Theologe und Geistlicher.

## Leben
Mussigk war ein Sohn des Erbherrn auf Hohendorf und sachsen-merseburgischen Oberamts- und Konsistorialrats Gottfried Mussigk (1642–1698) und der Sophia Lucretia Habrisch (1649–1692).
1688 begab sich Mussigk als Student nach Wittenberg, wo er bei Christian Donati seine Disputation hielt und 1690 den akademischen Grad eines Magisters erwarb. Im Anschluss setzte er seine Studien ab 1693 in Leipzig fort und kehrte 1694 wieder nach Wittenberg zurück. Nach seiner Habilitation ebenda wirkte er ab 1696 als Adjunkt der philosophischen Fakultät in Wittenberg. Bis 1697 durchreiste er dann die Niederlande, wo er mit Philipp Jacob Spener und Johann Wilhelm Petersen Bekanntschaft schloss, und kehrte danach erneut nach Wittenberg zurück, wo er im Jahre 1700 Doktor der Theologie wurde und eine Anstellung als Dekan fand. Als sich 1702 das Angebot zeigte, in Belzig die Stelle des Superintendenten anzunehmen, willigte er ein und bekleidete das Amt bis zu seinem Tod.

## Familie
Mussigk vermählte sich am 22. Mai 1702 mit Rosina Elisabeth Wächtler, Tochter des Superintendenten Jacob Wächtler (1638–1702) in Belzig. (Die Witwe heiratete am 12. Juli 1729 Johann Christoph Eilers.)

## Werke (Auswahl)
- Disputationem metaphysicam de potentia. Wittenberg 1690 (digital.slub-dresden.de).
- Fortunante Deo, De Theognōsia Naturali, Eorumque Qui Hac Abutuntur Anapologēsei, Ex Oraculo Paulino, Rom. I, 19. 20. Wittenberg 1693 (digital.staatsbibliothek-berlin.de).
- Ex philologia Latina, de sacerdotibus veterum Romanorum. Wittenberg 1695 (Resp. Elias Martin Eyring (1673–1739), reader.digitale-sammlungen.de).
- Antiqvom & Novum, (Hominem inprimis). Wittenberg 1695 (digital.staatsbibliothek-berlin.de).
- Disp. theol. de papatu ecclesiae orthodoxae. Wittenberg 1696 (reader.digitale-sammlungen.de).
- Mundum Harmonicum. Wittenberg 1696 (digital.staatsbibliothek-berlin.de).
- De iure primigeniorum, Ebraeorum inprimis in V. T. Wittenberg 1696 (reader.digitale-sammlungen.de).
- SapientIae et ingenuarum artium candidatis S. P. D. Wittenberg 1700 (reader.digitale-sammlungen.de).
- Reise-Beschreibung nach denen Niederlanden. 1743 (postum).